# Нижникова Тамара Миколаївна
Тамара Миколаївна Нижникова (рос. Тамара Николаевна Нижникова; 9 березня 1925 — 15 лютого 2018) — оперна співачка, народна артистка СРСР.

## Життєпис
- Народилася у Самарі.

- З 1949 по 1976 — солістка Білоруського Великого театру опери й балету (Мінськ).

## Концертна діяльність
Виступала в концертах. Гастролювала за рубежем. У 1964—2018 викладала в Білоруській консерваторії, у 1976—1986 — завідувач кафедри співу, з 1980 — професор.

## Смерть
Померла 15 лютого 2018 року у Мінську на 93 році життя.

### Офіційні співчуття
Співчуття з приводу смерті співачки висловив Президент Білорусі Олександр Лукашенко.